# Emanuil A. Vidinski
Emanuil A. Vidinski (* 27. Juni 1978 in Widin, Bulgarien) ist ein bulgarischer Schriftsteller, Musiker und Journalist.

## Leben
Vidinski absolvierte das Deutsche Gymnasium in Sofia und besuchte nach dem Abschluss Deutschland (1997). Nach vier Jahren kehrte er zurück und studierte Slawistik und Germanistik an der Universität Sofia (1997–2002).
2004 gründete er mit zwei weiteren bulgarischen Schriftstellern die Ethno-Rockband Gologan und war bis 2006 Schlagzeuger der Band. Er war Musikredakteur der Literarischen Zeitung (2005/2006), Verleger im Verlag „Altera“ (2007–2009) und Redakteur in der Bulgarischen Redaktion der Deutschen Welle in Bonn (2008–2012). Zusammen mit dem Dichter Petar Tchouhov gründete er 2013 die Rockband Par Avion Band. Seit September 2019 ist er Redakteur bei der Literarischen Zeitung in Sofia.

## Auszeichnungen
- 2004  „Raschko-Sugarev-Preis“ für Kurzprosa
- 2024 "Portal Kultura" Preis für Belletristik für den Roman Heim für Anfänger

## Werke
- Kartographien der Flucht. (Erzählungen) Stigmati, Sofia 2005, ISBN 954-9521-98-2. (Leseprobe, Wespennest. 150, 17. März 2008)
- Orte zum Atmen (Roman) Altera, Sofia 2008
- Par Avion (Gedichte) Janet 45, Plovdiv 2011 / eta Verlag Berlin 2017
- Egon und die Stille (Erzählungen) Janet 45, Plovdiv 2015
- Heim für Anfänger (Roman) Janet 45, Plovdiv 2023